# Deutsche Fechtmeisterschaften 1977
Bei den Deutschen Fechtmeisterschaften 1977 wurden Einzel- und Mannschaftswettbewerbe in den Disziplinen Herrendegen, Herrensäbel und Herrenflorett ausgetragen. Bei den Damen wurde nur Florett gefochten. Die Meisterschaften wurden vom Deutschen Fechter-Bund organisiert.

## Herren

### Florett (Einzel)
| Platz | Sportler      | Verein                |
| ----- | ------------- | --------------------- |
| 1     | Thomas Bach   | FC Tauberbischofsheim |
| 2     | Suibert Höhne | Fechtclub Offenbach   |
| 3     | Harald Hein   | FC Tauberbischofsheim |

### Florett (Mannschaft)
| Platz | Verein                | Sportler                                                          |
| ----- | --------------------- | ----------------------------------------------------------------- |
| 1     | FC Tauberbischofsheim | Thomas Bach Matthias Behr Erk Sens-Gorius Harald Hein Mathias Gey |
| 2     | OFC Bonn              |                                                                   |
| 3     | TG Dörnigheim         | Christoph Frohwein Detlef Diederichs Dieter Seifried              |

### Degen (Einzel)
| Platz | Sportler         | Verein                |
| ----- | ---------------- | --------------------- |
| 1     | Elmar Borrmann   | FC Tauberbischofsheim |
| 2     | Michael Scheller | FCR Hamburg           |
| 3     | Tobias Hausburg  | FC Berlin-Grunewald   |

### Degen (Mannschaft)
| Platz | Verein                | Sportler                                                                  |
| ----- | --------------------- | ------------------------------------------------------------------------- |
| 1     | FC Tauberbischofsheim | Reinhold Behr Christian Adrians Hanns Jana Volker Fischer Alexander Pusch |
| 2     | TuS Zülpich           |                                                                           |
| 3     | TG Weinheim           |                                                                           |

### Säbel (Einzel)
| Platz | Sportler           | Verein       |
| ----- | ------------------ | ------------ |
| 1     | Carl-Fritz Fitting | OFC Bonn     |
| 2     | Jörg Stratmann     | FSG Iserlohn |
| 3     | Lutz Schirrmacher  | München      |

### Säbel (Mannschaft)
| Platz | Verein                  | Sportler |
| ----- | ----------------------- | -------- |
| 1     | TSV Bayer Dormagen      |          |
| 2     | OFC Bonn                |          |
| 3     | Königsbacher SC Koblenz |          |

## Damen

### Florett (Einzel)
| Platz | Sportler         | Verein                  |
| ----- | ---------------- | ----------------------- |
| 1     | Brigitte Oertel  | Königsbacher SC Koblenz |
| 2     | Cornelia Hanisch | Fechtclub Offenbach     |
| 3     | Ute Kircheis     | OFC Bonn                |

### Florett (Mannschaft)
| Platz | Verein                  | Sportler                                                                            |
| ----- | ----------------------- | ----------------------------------------------------------------------------------- |
| 1     | FC Tauberbischofsheim   | Karin Rutz-Gießelmann Elfriede Villing Gudrun Lotter Sabine Bischoff Elke Schäffner |
| 2     | Königsbacher SC Koblenz |                                                                                     |
| 3     | OFC Bonn                |                                                                                     |